# Maison La Bataille de Waterloo
La maison La Bataille de Waterloo, en néerlandais : Huis De Slag van Waterloo, est une réalisation de style Art nouveau de l'architecte Frans Smet-Verhas en 1905. Elle  se trouve à Anvers en région flamande (Belgique) et comprend une des plus grandes mosaïques de l'Art nouveau en Belgique.

## Situation
Cette maison se situe dans le quartier anversois de Zurenborg qui est connu pour être le principal quartier Art nouveau de la métropole belge. Elle se trouve au no 11 de Waterloostraat et fait donc référence au nom de rue où elle a été construite.

## Description

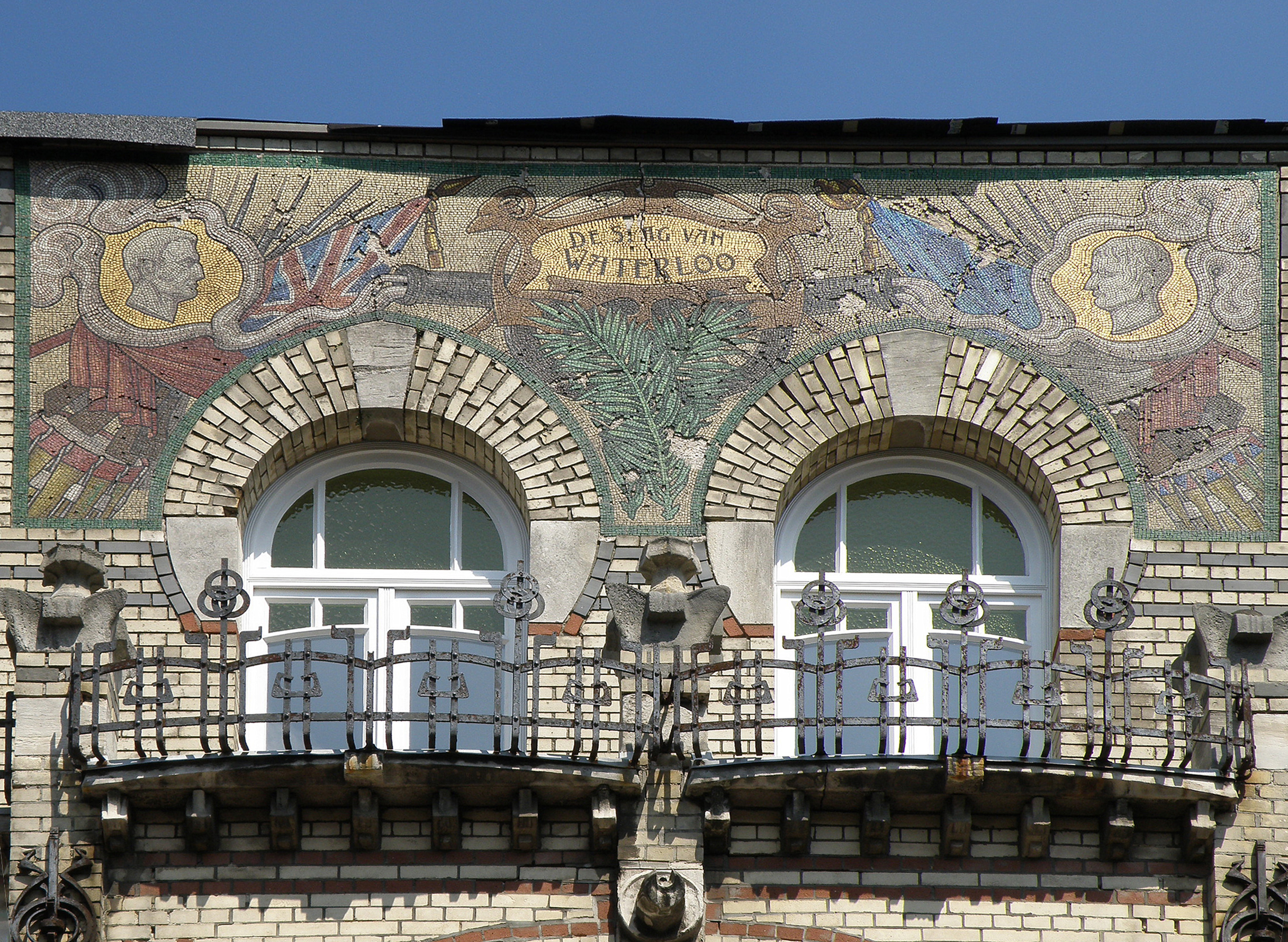

La façade symétrique (à l'exception d'une base de tourelle latérale du côté gauche) de trois travées et de trois niveaux est ornée de mosaïques aux noms, figures et étendards du duc de Wellington et de Napoléon, ennemis lors de la bataille de Waterloo en 1815. Le matériau principal utilisé est la brique beige. Elle est entrecoupée de divers bandeaux en brique rouge.
Au dernier niveau, la grande mosaïque reprend le nom de la maison (De Slag van Waterloo) inscrit au-dessus des palmes de la victoire. Les coins supérieurs reprennent les bustes de Wellington et Napoléon entourés de volutes de fumée provenant des canons. Drapeaux et tambours complètent l'œuvre. Deux baies en arc en plein cintre viennent s'immiscer dans la mosaïque. Elles sont entourées de briques donnant l'effet d'arcs outrepassés.
L'importante loggia occupe le centre de l'immeuble. Elle a la particularité de posséder des baies trapézoïdales. Elle est surmontée d'un balcon en fer forgé aux motifs géométriques. Une autre mosaïque se trouvant à l'allège des baies de la loggia fait figurer une bombe et les flammes qui en sortent.
On ne peut que regretter la disparition (pour raison de sécurité) du sommet de l'immeuble qui comportait sept pilastres ou cheminées ainsi qu'une haute tour carrée qui dominait le côté gauche du bâtiment.